# Gebhardshain
Gebhardshain település Németországban, Rajna-vidék-Pfalz tartományban. Lakosainak száma 1885 fő (2023. december 31.).

## Népesség
A település népességének változása:
| Lakosok száma | 1561 | 1908 | 1868 | 1904 | 1898 | 1885 |
|               | 1975 | 2017 | 2019 | 2021 | 2022 | 2023 |